# Inflaton
Inflaton är enligt inflationsteorin ett skalärfält som är tillräknelig för kosmisk inflation i mycket tidig historia av universum. En kvantiserad partikel för detta fält förmodas, som liknar andra kvantfält, som kallas en inflaton. Fältet tillhandahåller en mekanism genom vilken en period av snabb expansion från 10−35 till 10−34 sekunder efter den initiala expansionen kan genereras, vilket bildar universum.
Den grundläggande processen för inflation utgörs av tre steg:
1. Före expansionsperioden var inflatonfältet vid ett högre energitillstånd.
2. Slumpmässiga kvantfluktuationer utlöste en fasövergång varvid inflatonfältet frigjorde sin potentiella energi som materia och strålning som det bestämda till sitt lägsta energitillstånd.
3. Denna verkan genererade en repulsiv kraft som drev delen av universum som är observerbart för oss i dag att expandera från cirka 10−50 meter i radie vid 10−35 sekunder till nästan 1 meter i radie vid 10−34 sekunder.

Inflatonfältets lägsta energitillstånd kan eventuellt vara ett nollenergitillstånd. Detta beror på den valda potentiella energitätheten av fältet.
Termen inflaton är en "crossover" mellan ordet "inflation" och den typiska namngivningsstilen av andra kvantfält såsom foton, gluon, boson och fermion.
Det föreslås att Higgsbosonen kan fungera som inflaton.